# دین بروکس
دین بروکس (به انگلیسی: Dean Brooks) (زاده ۲۳ ژوئیهٔ ۱۹۲۲-درگذشته ۳۰ مهٔ ۲۰۱۳) بازیگر آمریکایی بود.
از فیلم‌های معروف او می‌توان به بازی در فیلم دیوانه از قفس پرید اشاره کرد.